# كارل بنجامين (يوتيوبي)
كارل بنجامين (بالإنجليزية: Carl Benjamin)‏ هو يوتيوبي بريطاني، ولد في 1 سبتمبر 1979.

## وصلات خارجية
- كارل بنجامين على موقع IMDb (الإنجليزية)